# 北浦圭太郎
北浦 圭太郎（きたうら けいたろう、1887年12月3日 - 1954年10月16日）は、日本の政治家。衆議院議員を通算4期務めた。

## 経歴
奈良県出身。関西大学専門部法律科卒。小学校訓導、函館区裁検事を歴任。その後弁護士となる。
1930年に行われた第17回衆議院議員総選挙に立憲民政党公認で立候補して初当選。その後民政党を離党し、1939年に行われた衆議院議員選挙の再選挙に無所属で立候補して2度目の当選を果たす。
院内会派の第一議員倶楽部に所属し、1940年に北浦がかつて所属していた民政党の先輩議員にあたる斎藤隆夫が反軍演説で除名された際にも除名に反対票を投じている。この時除名反対票を投じたのは北浦を含めて7名であり、そのうち斎藤の所属政党である民政党に所属していたことがある議員は北浦以外では投票にあたり民政党を離党した岡崎久次郎のみであった。北浦は除名前の斎藤に2通手紙を送り、「懲罰委員会にて尊台の有罪を主張するが如きは誣告罪にも該当すと思料候。もし尊台が検事庭にて堂々黒白を決し下さる意思有らば、小生は憲政擁護の為、小山議長を東京地方裁判所検事局に告発せんとする決意」と伝えた。1942年の翼賛選挙には非推薦で立候補し落選。
戦後は1946年の第22回衆議院議員総選挙に日本自由党公認で立候補して当選し、政界復帰。第1次吉田内閣法務政務次官などを務めた。1949年の第24回衆議院議員総選挙で民主党公認で立候補したが落選した。
1954年10月16日奈良市の自宅で結核のため死去。
このほか大阪近郊土地、春日建築工業各社長などを務めた。